# Mark Protosevich
Mark David Protosevich (Chicago, 24 agosto 1961) è uno sceneggiatore statunitense.
Ha frequentato il Columbia College (Chicago) per alcuni anni, qui ha conosciuto l'animatore Marlon West.

Dal 2000 ha firmato un contratto lavorativo con lo studio cinematografico Warner Brothers.
A lui fu affidato l'incarico di scrivere la sceneggiatura di Batman Triumphant, un progetto che avrebbe dovuto coinvolgere George Clooney, Joel Schumacher e Madonna.
Egli dichiarò di essere stato stipendiato per un periodo di sei mesi, dopodiché abbandonò il posto per dedicarsi al film di fantascienza The Cell.
È stato impegnato nell'adattare il supereroe della Marvel Comics Thor sul grande schermo, 
script che tratta le origini del personaggio su uno sfondo misto al fantasy e all'epica.
Durante la seconda metà del 2007, la prima bozza scritta da Protosevich è stata rifiutata, e gli sono stati dati 150.000 $ dalla Marvel Enterprises per scrivere una storia completamente differente.

## Filmografia

### Sceneggiatore
- The Cell - La cellula (The Cell) (2000)
- Poseidon (2006])
- Io sono leggenda (I Am Legend) (2007)
- Thor (2011)
- Oldboy (2013)
- Sugar (miniserie televisiva) (2024)

### Produttore
- The Cell - La cellula (The Cell) (2000)
- Oldboy (2013)